# Polsk grammatik
Det polska språket är ett flekterande språk.

## Ordklasser
Det finns tio ordklasser (część mowy) i polska språket: substantiv (rzeczownik), adjektiv (przymiotnik), verb (czasownik), räkneord (liczebnik), pronomen (zaimek), adverb (przysłówek), preposition (przyimek), konjunktion (spójnik), interjektion (wykrzyknik) och partikel (partykuła).

## Substantiv
Polskans substantiv (rzeczownik) böjs efter sju kasus (przypadek), två numerus (liczba) och har ett av tre genus (rodzaj).
I polskan har substantiven inte någon bestämd eller obestämd form. Det som i de nordgermanska språken uttrycks med hjälp av dessa former får i polskan uttryckas på andra sätt:
- ten chłopak jechał rowerem (den här pojken cyklade)
- jakiś chłopak jechał rowerem (någon pojke cyklade)
- jeden chłopak jechał rowerem (en pojke cyklade)

### Kasus
Det polska språket har sju kasus (przypadek):
- nominativ (mianownik) - vem/vad? (kto? co?)
- genitiv (dopełniacz) - vems? (kogo? czego? czyj?)
- dativ (celownik) - åt vem? åt vad? (komu? czemu?)
- ackusativ (biernik) - vem/vad (bär du)? (kogo? co?)
- instrumentalis (narzędnik) - vem/vad (blir du)? (kim? czym?)
- lokativ (miejscownik) - vem/vad är du i/vid/på/under..?, (var, när) (w/o/na kim? w/o/na czym?)
- vokativ (wołacz) - används vid tilltal.

Maskulina substantiv böjs ganska regelbundet, medan feminina och neutrala substantiv uppvisar större variation.
Exempel: kupiec (köpman), maskulinum
```
*N s: kupiec pl: kupcy
*G s: kupca pl: kupców
*D s: kupcowi pl: kupcom
*A s: kupca pl: kupców
*I s: kupcem pl: kupcami
*L s: kupcu pl: kupcach
*V s: kupcze!    pl: kupcy!
```

Exempel: niedziela (söndag), femininum
```
*N s: niedziela pl: niedziele
*G s: niedzieli pl: niedziel
*D s: niedzieli pl: niedzielom
*A s: niedzielę pl: niedziele
*I s: niedzielą pl: niedzielami
*L s: niedzieli pl: niedzielach
*V s: niedzielo! pl: niedziele!
```

Exempel: ramię (arm), neutrum
```
*N s: ramię pl: ramiona
*G s: ramienia pl: ramion
*D s: ramieniu pl: ramionom
*A s: ramię pl: ramiona
*I s: ramieniem pl: ramionami
*L s: ramieniu pl: ramionach
*V s: ej tillämpligt
```

Exempel: krowa (ko), femininum
```
*N s: krowa pl: krowy
*G s: krowy pl: krów
*D s: krowie pl: krowom
*A s: krowę pl: krowy
*I s: krową pl: krowami
*L s: krowie pl: krowach
*V s: krowo!     pl: krowy!
```

Exempel: dziecko(barn), neutrum
```
*N s: dziecko pl: dzieci
*G s: dziecka pl: dzieci
*D s: dziecku pl: dzieciom
*A s: dziecko pl: dzieci
*I s: dzieckiem pl: dziećmi
*L s: dziecku pl: dzieciach
*V s: dziecko!   pl: dzieci!
```

Lokativ förekommer enbart efter prepositioner, övriga kasus, förutom nominativ, styrs antingen av prepositioner eller betingas av ordets funktion i satsen. Nominativ kan bara användas för subjekt.
Även personnamn, både förnamn och efternamn, böjs efter kasus.
Exempel: Jan Kolwalski, maskulinum
```
*N s: Jan Kowalski pl: Janowie Kowalscy
*G s: Jana Kowalskiego pl: Janów Kowalskich
*D s: Janowi Kowalskiemu pl: Janom Kowalskim
*A s: Jana Kowalskiego pl: Janów Kowalskich
*I s: Janem Kowalskim pl: Janami Kowalskimi
*L s: Janie Kowalskim pl: Janach Kowalskich
*V s: Janie Kowalski!     pl: Janowie Kowalscy!
```

Liknande kasusböjning sker med ortnamn (Wrocław, Warszawa), även i sammansatta former (Ostrów Mazowiecki).

### Numerus (liczba)
Substantiven förekommer i singular (liczba pojedyncza) och dubbel-plural, dvs plural 1 och plural 2 (liczba mnoga 1 i liczba mnoga 2).
Exempel:
singular (liczba poj.)          plural 1 (gäller från 2-4)      plural 2 (från 5 och uppåt)
mask.  jeden statek (en båt)    dwa statki  (två båtar)          siedem statków  (sju båtar)
fem.  jedna lalka  (en docka)   dwie lalki  (två dockor)        siedem lalek (sju dockor)
neutr. jedno słowo  (ett ord)     dwa słowa (två ord)            siedem słów  (sju ord)           
Tänk på att även 22-24, 32-34, 42-44.. osv böjs som plural 1, t.ex. 53 lalki (53 dockor), men 55 lalek (55 dockor)

#### Dualis(liczba podwójna)
Dualis som ett fristående numerus försvann från det polska språket under 1400-talet. Vissa dualisformer har dock bevarats, särskilt hos ord som vanligen förekommer i tvåtal. Idag används exempelvis oczy ("ögon") och uszy ("öron") som pluralis av oko ("öga") och ucho ("öra"). Liksom de svenska motsvarigheterna handlar det egentligen om dualisformen, medan pluralisformen istället försvunnit från allmänt bruk.
I nutida polska lever dualis än kvar i stela uttryck, som exempelvis i ordspråket mądrej głowie dość dwie słowie (som istället borde lyda mądrej głowie dość dwa słowa). Hos räkneorden har ålderdomliga böjningsmönster också överlevt. Exempelvis får dwa ("två") en annan ändelse än andra ordningstal när det sammansätts med prefixet -tio (dzieścia istället för dzieści) eller -hundra (ście istället för sta). Räkneordens tre olika böjningarna (jeden złoty, dwa złote och pięć złotych) är också en rest av dualis. Observera att för respektive exempel finns det ett mynt med motsvarande valör i Polen.
Jämför fornpolskans och den moderna polskans respektive deklination av ręka ("hand"):
| Kasus          | Fornpolska | Fornpolska | Fornpolska | Polska     | Polska         |
| Kasus          | Singular   | Dualis     | Plural     | Singular   | Plural         |
| -------------- | ---------- | ---------- | ---------- | ---------- | -------------- |
| Nominativ      | ręka       | ręce       | ręki       | ręka       | ręce           |
| Genitiv        | ręki       | ręku       | rąk        | ręki       | rąk            |
| Dativ          | ręce       | rękoma     | rękom      | ręce       | rękom          |
| Ackusativ      | rękę       | ręcę       | ręki       | rękę       | ręce           |
| Instrumentalis | ręką       | rękoma     | rękami     | ręką       | rękoma, rękami |
| Lokativ        | ręce       | ręku       | rękach     | ręce, ręku | rękach         |
| Vokativ        | ręko       | ręce       | ręki       | ręko       | ręce           |

### Genus (rodzaj)
Polska språket har tre genus (maskulinum (rodzaj męski), femininum (rodzaj żeński) och neutrum (rodzaj nijaki). 
Substantivets genustillhörighet kan oftast utläsas utifrån substantivets sista bokstav i grundformen: 
- Maskulinum slutar ofta på konsonanter: człowiek (=människa),  stół (=bord), baran (=bagge), pies (=hund), gęsior (=han-gås).
- Femininum, slutar vanligen på -a: kobieta (=kvinna), owca (=får), kawa (=kaffe), bajka (=saga), szafa (=skåp), gęś (=hon-gås), mysz (mus)
- Neutrum, slutar vanligen på -o: dziecko (=barn), ciastko (=kaka), drzewo (=träd), koło (=hjul), pióro (=penna).

Observera att det finns undantag: till exempel maskulina substantiv mężczyzna (=man), sędzia (=domare) avviker från regeln.
Latinska och grekiska lånord med ändelse -um som liceum, museum, seminarium är alla neutrala.
Personsubstantiv (rzeczownik osobowy) är ofta maskulinum, men flera har även en femininform, till exempel:
- dyrektor (manlig direktör) och dyrektorka eller pani dyrektor (kvinnlig direktör)
- uczeń (manlig elev) och uczennica (kvinnlig elev)
- (pan) Konopnicki ((herr) Konopnicki) och (pani) Konopnicka ((fru) Konopnicka)
- (pan) Mickiewicz  ((herr) Mickiewicz) och pani Mickiewicz (fru Mickewicz).

Maskulina personsubstantiv (till exempel yrke) används som femininum om de avser en kvinna:
- sędzia (=domare), till exempel 
  - Pan sędzia jechał do pracy (=herr domare åkte till arbetet)
  - Pani sędzia jechała do pracy (=fru domare åkte till arbetet)
- artysta (=artist), till exempel

Få personsubstantiv är neutrala, till exempel:
- dziecko (=barn)
- niemowlę (=spädbarn, egentligen "småbarn som kan ej prata")
- dziewczę (smeknamnsform av dziewczyna, flicka)
- kobiecisko (ironisk form av kobieta, ungefär fruntimmer)

Djur kan ha olika former för könen:
- kogut, (ålderdomlig form: kur) (=tupp) och kura (=höna)
- wilk (=varg) och wilczyca (vargtik)
- lew (=lejon) och lwica (lejoninna)
- kozioł (=bagge) och koza (getko)

Andra djur har ett bestämt genus som används oavsett djurets naturliga kön:
- ptak (=fågel; maskulinum)
- ryba (=fisk; femininum)
- rak (=kräfta; maskulinum)
- dzik (=vildsvin; maskulinum)
- owad (=insekt; maskulinum)
- mewa (=fiskmås; femininum)
- mysz (=mus; femininum)
- szczur (=råtta; maskulinum)

Vid kasusböjning kan man ha hjälp av underuppdelningar av genus:
- människor
- djur
- ting

### Diminutiv form
Diminutiva former av substantiv är mycket vanliga.
Alla förnamn har ett stort antal smeknamnsformer:
- Anna - Ania, Aniusia, etc.
- Jan - Janek, Jaś, Jasiek, etc.
- Roman - Romek, Romuś, Romeczek, etc.
- Katarzyna - Kasia, Kaśka, Kasieńka, Katarzynka, etc.

För att skapa förtrolighet använder man till exempel hellre pić kawkę (=dricka lill-kaffet) än pić kawę (=dricka kaffe), varvid kawka inte alls behöver betyda en mindre kopp:
- kawa (=kaffe) - kawka, kaweczka, kawusia, kawunia
- szprotka (=sardin, som redan i sig är i diminutiv form) - szproteczka
- samochód (=bil) - samochodzik (kan vara, men behöver inte vara leksaksbil)
- samolot (=flygplan) - samolocik (kan vara, men behöver inte vara leksaksflygplan)
- żona (=hustru) - żonka, żoneczka
- mysz (=mus) - myszka (Musse Pigg heter Myszka Miki)
- kobieta (=kvinna) - kobietka
- pies (=hund) - piesek, pieseczek
- kot (=katt) - kotek, koteczek

Liksom ovanstående smeknamn, kan orden även förgrovas eller ironiseras genom augmentativ:
- kobieta (=kvinna) → kobiecisko
- chłop (=karl) → chłopisko
- pies (=hund) → psisko
- nos (=näsa) → nochal

## Pronomen

### Personliga pronomen
| Kasus              | Singular   | Singular    | Singular            | Singular            | Singular   | Plural     | Plural     | Plural     | Plural        |
| Kasus              | 1:a person | 2:a person  | 3:e person          | 3:e person          | 3:e person | 1:a person | 2:a person | 3:e person | 3:e person    |
| Kasus              | 1:a person | 2:a person  | maskulinum          | neutrum             | femininum  | 1:a person | 2:a person | maskulinum | ej maskulinum |
| ------------------ | ---------- | ----------- | ------------------- | ------------------- | ---------- | ---------- | ---------- | ---------- | ------------- |
| Nominativ, Vokativ | ja         | ty          | on                  | ono                 | ona        | my         | wy         | oni        | one           |
| Genitiv            | mnie, mię  | ciebie, cię | jego, niego, go, -ń | jego, niego, go, -ń | jej, niej  | nas        | was        | ich, nich  | ich, nich     |
| Dativ              | mnie, mi   | tobie, ci   | jemu, niemu, mu     | jemu, niemu, mu     | jej, niej  | nam        | wam        | im, nim    | im, nim       |
| Ackusativ          | mnie, mię  | ciebie, cię | jego, niego, go, -ń | je, nie             | ją, nią    | nas        | was        | ich, nich  | je, nie       |
| Instrumentalis     | mną        | tobą        | nim                 | nim                 | nią        | nami       | wami       | nimi       | nimi          |
| Lokativ            | mnie       | tobie       | nim                 | nim                 | niej       | nas        | was        | nich       | nich          |

## Räkneord
| Tal      | Grundtal                 | Ordningstal          | Iterativa multipel-tal             | Substantiv-tal i singular |
| 0        | zero                     | zerowy               | —                                  | —                         |
| 1        | jeden                    | pierwszy             | jednokrotny, pojedynczy            | jedynka                   |
| 2        | dwa                      | drugi                | dwukrotny, podwójny                | dwójka                    |
| 3        | trzy                     | trzeci               | trzykrotny, potrójny               | trójka                    |
| 4        | cztery                   | czwarty              | czterokrotny, poczwórny            | czwórka                   |
| 5        | pięć                     | piąty                | pięciokrotny                       | piątka                    |
| 6        | sześć                    | szósty               | sześciokrotny                      | szóstka                   |
| 7        | siedem                   | siódmy               | siedmiokrotny                      | siódemka                  |
| 8        | osiem                    | ósmy                 | ośmiokrotny                        | ósemka                    |
| 9        | dziewięć                 | dziewiąty            | dziewięciokrotny                   | dziewiątka                |
| 10       | dziesięć                 | dziesiąty            | dziesięciokrotny                   | dziesiątka                |
| 11       | jedenaście               | jedenasty            | jedenastokrotny                    | jedenastka                |
| 12       | dwanaście                | dwunasty             | dwunastokrotny                     | dwunastka                 |
| 13       | trzynaście               | trzynasty            | trzynastokrotny                    | trzynastka                |
| 14       | czternaście              | czternasty           | czternastokrotny                   | czternastka               |
| 15       | piętnaście               | piętnasty            | piętnastokrotny                    | piętnastka                |
| 16       | szesnaście               | szesnasty            | szesnastokrotny                    | szesnastka                |
| 17       | siedemnaście             | siedemnasty          | siedemnastokrotny                  | siedemnastka              |
| 18       | osiemnaście              | osiemnasty           | osiemnastokrotny                   | osiemnastka               |
| 19       | dziewiętnaście           | dziewiętnasty        | dziewiętnastokrotny                | dziewiętnastka            |
| 20       | dwadzieścia              | dwudziesty           | dwudziestokrotny                   | dwudziestka               |
| 30       | trzydzieści              | trzydziesty          | trzydziestokrotny                  | trzydziestka              |
| 40       | czterdzieści             | czterdziesty         | czterdziestokrotny                 | czterdziestka             |
| 50       | pięćdziesiąt             | pięćdziesiąty        | pięćdziesięciokrotny               | pięćdziesiątka            |
| 60       | sześćdziesiąt            | sześćdziesiąty       | sześćdziesięciokrotny              | sześćdziesiątka           |
| 70       | siedemdziesiąt           | siedemdziesiąty      | siedemdziesięciokrotny             | siedemdziesiątka          |
| 80       | osiemdziesiąt            | osiemdziesiąty       | osiemdziesięciokrotny              | osiemdziesiątka           |
| 90       | dziewięćdziesiąt         | dziewięćdziesiąty    | dziewięćdziesięciokrotny           | dziewięćdziesiątka        |
| 100      | sto                      | setny                | stokrotny, stukrotny               | setka                     |
| 200      | dwieście                 | dwusetny, dwóchsetny | dwustukrotny, dwusetkrotny         | dwusetka                  |
| 300      | trzysta                  | trzechsetny          | trzystukrotny, trzechsetkrotny     | trzysetka                 |
| 400      | czterysta                | czterechsetny        | czterystukrotny, czterechsetkrotny | czterysetka               |
| 500      | pięćset                  | pięćsetny            | pięćsetkrotny                      | pięćsetka                 |
| 600      | sześćset                 | sześćsetny           | sześćsetkrotny                     | sześćsetka                |
| 700      | siedemset                | siedemsetny          | siedemsetkrotny                    | siedemsetka               |
| 800      | osiemset                 | osiemsetny           | osiemsetkrotny                     | osiemsetka                |
| 900      | dziewięćset              | dziewięćsetny        | dziewięćsetkrotny                  | dziewięćsetka             |
| 1000     | tysiąc                   | tysięczny, tysiączny | tysiąckrotny                       | —                         |
| 106      | milion                   |                      |                                    |                           |
| 109      | miliard                  |                      |                                    |                           |
| 1012     | bilion                   |                      |                                    |                           |
| 1015     | biliard                  |                      |                                    |                           |
| 1018     | trylion                  |                      |                                    |                           |
| 1021     | tryliard                 |                      |                                    |                           |
| 1024     | kwadrylion               |                      |                                    |                           |
| 1027     | kwadryliard              |                      |                                    |                           |
| 1030     | kwintylion               |                      |                                    |                           |
| 1033     | kwintyliard              |                      |                                    |                           |
| 1036     | sekstylion               |                      |                                    |                           |
| 1039     | sekstyliard              |                      |                                    |                           |
| 1042     | septylion                |                      |                                    |                           |
| 1045     | septyliard               |                      |                                    |                           |
| 1048     | oktylion                 |                      |                                    |                           |
| 1051     | oktyliard                |                      |                                    |                           |
| 1054     | nonylion (nowentylion)   |                      |                                    |                           |
| 1057     | nonyliard (nowentyliard) |                      |                                    |                           |
| 1060     | decylion                 |                      |                                    |                           |
| 1063     | decyliard                |                      |                                    |                           |
| 10100    | gugol                    |                      |                                    |                           |
| 10120    | wicylion                 |                      |                                    |                           |
| 10180    | trycylion                |                      |                                    |                           |
| 10240    | kwadragilion             |                      |                                    |                           |
| 10300    | kwinkwagilion            |                      |                                    |                           |
| 10360    | seskwilion               |                      |                                    |                           |
| 10420    | septagilion              |                      |                                    |                           |
| 10480    | oktogilion               |                      |                                    |                           |
| 10540    | nonagilion               |                      |                                    |                           |
| 10600    | centylion                |                      |                                    |                           |
| 1010^100 | googolplex, gugolpleks   |                      |                                    |                           |

## Adjektiv (przymiotnik)
Adjektiv överensstämmer (kongruerar) vad gäller kasus, genus och numerus med det substantiv de modifierar.
Exempel: czarny (svart)
```
      maskulinum feminum neutrum
*N s: czarny czarna czarne  
*G s: czarnego czarnej czarnego 
*D s: czarnemu czarnej czarnemu 
*A s: czarny/czarnego czarną czarne 
*I s: czarnym czarną czarnym
*L s: czarnym czarnej czarnym
*V s: czarny czarna czarne  
```

```
      maskulinum feminum+neutrum
*N s: czarni czarne  
*G s: czarnych czarnych 
*D s: czarnym czarnym 
*A s: czarnych czarne 
*I s: czarnymi czarnymi
*L s: czarnych czarnych
*V s: czarni czarne
```

Exempel:
```
* N f s: 
Czarna krowa
 żuje trawę.  (En svart ko tuggar gräs)
* G f s: Rogi 
czarnej krowy
 są ostre. (Den svarta kons horn är vassa)
* D f s: Dam trawę 
czarnej krowie
. (Jag skall ge den svarta kon gräs)
* A f s: Trzymam 
czarną krowę
. (Jag håller i den svarta kon)
* I f s: Staję sie czarną krową
. (Jag håller på att bli en svart ko)

* L f s: Stoję przy 
czarnej krowie
. (Jag står vid den svarta kon)
* V f s: O ty 
czarna krowo
! (Å du svarta ko!)
```

Adjektiv kompareras med hjälp av suffix (-szy, -sza, -sze) (komparativ) och prefix (naj-) (superlativ):
```
* ładny, ładna, ładne  (fin)
* ładniejszy, ładniejsza, ładniejsze  (finare)
* najładniejszy, najładniejsza, najładniejsze (finast)
```

Det finns också perifrastisk komparation (mer/mest):
```
* ładny, ładna, ładne  (skön)
* bardziej/mniej ładny/ładna/ładne (mer/mindre skön)
* najbardziej/najmniej ładny/ładna/ładne (mest/minst skön)
```

## Adverb (przysłówek)
Adverben bygger på adjektiven, men får ändelse -o eller -nie.
Exempel: 
```
* głośno (högt, adjektiv: głośny/głośna/głośne)
* wyraźnie (tydligt, adjektiv: wyraźny, wyraźna, wyraźne)
```

## Verb (czasownik)
Polskan har person- och numerusböjda verb (subjekt-predikat kongruens) med olika former i samtliga personer, vilket gör att personliga pronomen blir redundanta (dvs. ej nödvändiga att ange) och därför används mycket sparsamt. Ett undantag är tredje person singular där personliga pronomen fortfarande används i stor utsträckning.
Verbens presensform har inte genusböjning.
Verbets futurumform uttrycks genom hjälpverb eller ändelse. Vid böjning används inte genusform, vilket sker dock vid användning av hjälpverb.
Verbets preteritumform som är den enda formen av förfluten tid, uttrycks genom ändelse. Polska språkets verb genusbestäms i första-tredje person preteritum, vilket gör att även då kan personliga pronomen utelämnas.
Polska språket saknar pluskvamperfekt och uttrycker detta istället genom att sätta bisatsen i relation med huvudsatsen, och använda vissa omskrivningar. Det betyder att en huvudsats i preteritum som följs av en bisats i preteritum ska tolkas så att bisatsens händelse utspelade sig tidigare än händelsen i huvudsatsen och inte i förhållande till nutid. Exempel:
- Jak wszedłem do domu, to ona już pojechała. (=När jag kom hem, så hade hon redan åkt; już (redan) används här för att sätta ut relationen i tiden)

Konditionalis är också välutvecklad och byggs upp med ändelser och/eller hjälpverb, och är genusbestämd.

### Böjning av regelbundna verb
Polskans verbböjning är mycket invecklad och svår då den är väldigt oregelbunden och har en invecklad böjningsstruktur. Polskan har 11 böjningsgrupper men enligt många lingvister ska det finnas upp till 18 böjningsgrupper och några oregelbundna verb. Man kan inte med hjälp av verbändelsen i infinitiv veta vilken böjningsgrupp den tillhör utan man måste lära sig dessa utantill.

#### Böjningsgrupp 1
| Form                           | Form                           | Singular                               | Singular                              | Singular                                    | Plural                                    | Plural                                      | Plural                              |
| ------------------------------ | ------------------------------ | -------------------------------------- | ------------------------------------- | ------------------------------------------- | ----------------------------------------- | ------------------------------------------- | ----------------------------------- |
| Form                           | Form                           | 1a                                     | 2a                                    | 3e                                          | 1a                                        | 2a                                          | 3e                                  |
| Infinitiv                      | Infinitiv                      | –ać (czytać - att läsa)                | –ać (czytać - att läsa)               | –ać (czytać - att läsa)                     | –ać (czytać - att läsa)                   | –ać (czytać - att läsa)                     | –ać (czytać - att läsa)             |
| Presens                        | Presens                        | –am (czytam - jag läser)               | –asz (czytasz - du läser)             | –a (czyta - han/hon/det/Ni läser)           | –amy (czytamy - vi läser)                 | –acie (czytacie - ni läser)                 | –ają (czytają - de läser)           |
| Preteritum                     | mask.                          | –ałem (czytałem - jag läste)           | –ałeś (czytałeś - du läste)           | –ał (czytał - han/det/Ni läste)             | –aliśmy (czytaliśmy - vi läste)           | –aliście (czytaliście - ni läste)           | –ali (czytali - de läste)           |
| Preteritum                     | femi.                          | –ałam (czytałam - jag läste)           | –ałaś (czytałaś - du läste)           | –ała (czytała - hon/det/Ni läste)           | –ałyśmy (czytałyśmy - vi läste)           | –ałyście (czytałyście - ni läste)           | –ały (czytały - de läste)           |
| Preteritum                     | neutr.                         | —                                      | —                                     | –ało (czytało - det läste)                  | –ałyśmy (czytałyśmy - vi läste)           | –ałyście (czytałyście - ni läste)           | –ały (czytały - de läste)           |
| Preteritum (icke specificerad) | Preteritum (icke specificerad) | –ano (czytano)                         | –ano (czytano)                        | –ano (czytano)                              | –ano (czytano)                            | –ano (czytano)                              | –ano (czytano)                      |
| Imperativ                      | Imperativ                      | —                                      | –aj (czytaj - Läs!)                   | —                                           | –ajmy (czytajmy - Låt oss läsa!)          | –ajcie (czytajcie - Läs!)                   | —                                   |
| Konditionalis                  | mask.                          | –ałbym (czytałbym - jag skulle läsa)   | –ałbyś (czytałbyś - du skulle läsa)   | –ałby (czytałby - han/det/Ni skulle läsa)   | –alibyśmy (czytalibyśmy - vi skulle läsa) | –alibyście (czytalibyście - ni skulle läsa) | –aliby (czytaliby - de skulle läsa) |
| Konditionalis                  | femi.                          | –ałabym (czytałabym - jag skulle läsa) | –ałabyś (czytałabyś - du skulle läsa) | –ałaby (czytałaby - hon/det/Ni skulle läsa) | –ałybyśmy (czytałybyśmy - vi skulle läsa) | –ałybyście (czytałybyście - ni skulle läsa) | –ałyby (czytałyby - de skulle läsa) |
| Konditionalis                  | neutr.                         | —                                      | —                                     | –ałoby (czytałoby - det skulle läsa)        | –ałybyśmy (czytałybyśmy - vi skulle läsa) | –ałybyście (czytałybyście - ni skulle läsa) | –ałyby (czytałyby - de skulle läsa) |
| Presens particip aktiv         | mask.                          | –ający (czytający)                     | –ający (czytający)                    | –ający (czytający)                          | –ający (czytający)                        | –ający (czytający)                          | –ający (czytający)                  |
| Presens particip aktiv         | femi.                          | –ająca (czytająca)                     | –ająca (czytająca)                    | –ająca (czytająca)                          | –ające (czytające)                        | –ające (czytające)                          | –ające (czytające)                  |
| Presens particip aktiv         | neutr.                         | —                                      | —                                     | –ające (czytające)                          | –ające (czytające)                        | –ające (czytające)                          | –ające (czytające)                  |
| Presens particip passiv        | mask.                          | –any (czytany)                         | –any (czytany)                        | –any (czytany)                              | –ani (czytani)                            | –ani (czytani)                              | –ani (czytani)                      |
| Presens particip passiv        | femi.                          | –ana (czytana)                         | –ana (czytana)                        | –ana (czytana)                              | –ane (czytane)                            | –ane (czytane)                              | –ane (czytane)                      |
| Presens particip passiv        | neutr.                         | —                                      | —                                     | –ane (czytane)                              | –ane (czytane)                            | –ane (czytane)                              | –ane (czytane)                      |
| Gerundium presens              | Gerundium presens              | –ając (czytając)                       | –ając (czytając)                      | –ając (czytając)                            | –ając (czytając)                          | –ając (czytając)                            | –ając (czytając)                    |
| Perfekt particip               | Perfekt particip               | –awszy (czytawszy - läst)              | –awszy (czytawszy - läst)             | –awszy (czytawszy - läst)                   | –awszy (czytawszy - läst)                 | –awszy (czytawszy - läst)                   | –awszy (czytawszy - läst)           |
| Gerundium                      | Gerundium                      | –anie (czytanie - läsande)             | –anie (czytanie - läsande)            | –anie (czytanie - läsande)                  | –anie (czytanie - läsande)                | –anie (czytanie - läsande)                  | –anie (czytanie - läsande)          |

#### Böjningsgrupp 2
| Form                           | Form                           | Singular                               | Singular                              | Singular                                    | Plural                                    | Plural                                      | Plural                              |
| ------------------------------ | ------------------------------ | -------------------------------------- | ------------------------------------- | ------------------------------------------- | ----------------------------------------- | ------------------------------------------- | ----------------------------------- |
| Form                           | Form                           | 1a                                     | 2a                                    | 3e                                          | 1a                                        | 2a                                          | 3e                                  |
| Infinitiv                      | Infinitiv                      | –eć (umieć - att kunna)                | –eć (umieć - att kunna)               | –eć (umieć - att kunna)                     | –eć (umieć - att kunna)                   | –eć (umieć - att kunna)                     | –eć (umieć - att kunna)             |
| Presens                        | Presens                        | –em (umiem - jag kan)                  | –esz (umiesz - du kan)                | –e (umie - han/hon/det/Ni kan)              | –emy (umiemy - vi kan)                    | –ecie (umiecie - ni kan)                    | –eją (umieją - de kan)              |
| Preteritum                     | mask.                          | –ałem (umiałem - jag kunde)            | –ałeś (umiałeś - du kunde)            | –ał (umiał - han/det/Ni kunde)              | –eliśmy (umieliśmy - vi kunde)            | –eliście (umieliście - ni kunde)            | –eli (umieli - de kunde)            |
| Preteritum                     | femi.                          | –ałam (umiałam - jag kunde)            | –ałaś (umiałaś - du kunde)            | –ała (umiała - hon/det/Ni kunde)            | –ałyśmy (umiałyśmy - vi kunde)            | –ałyście (umiałyście - ni kunde)            | –ały (umiały - de kunde)            |
| Preteritum                     | neutr.                         | –ałom (umiałom - jag kunde)            | –ałoś (umiałoś - du kunde)            | –ało (umiało - det kunde)                   | –ałyśmy (umiałyśmy - vi kunde)            | –ałyście (umiałyście - ni kunde)            | –ały (umiały - de kunde)            |
| Preteritum (icke specificerad) | Preteritum (icke specificerad) | –ano (umiano)                          | –ano (umiano)                         | –ano (umiano)                               | –ano (umiano)                             | –ano (umiano)                               | –ano (umiano)                       |
| Imperativ                      | Imperativ                      | —                                      | –ej (umiej - Kan!)                    | —                                           | –ejmy (umiejmy - Låt oss kunna!)          | –ejcie (umiejcie - Kan!)                    | —                                   |
| Konditionalis                  | mask.                          | –ałbym (umiałbym - jag skulle kunna)   | –ałbyś (umiałbyś - du skulle kunna)   | –ałby (umiałby - han/det/Ni skulle kunna)   | –elibyśmy (umielibyśmy - vi skulle kunna) | –elibyście (umielibyście - ni skulle kunna) | –eliby (umieliby - de skulle kunna) |
| Konditionalis                  | femi.                          | –ałabym (umiałabym - jag skulle kunna) | –ałabyś (umiałabyś - du skulle kunna) | –ałaby (umiałaby - hon/det/Ni skulle kunna) | –ałybyśmy (umiałybyśmy - vi skulle kunna) | –ałybyście (umiałybyście - ni skulle kunna) | –ałyby (umiałyby - de skulle kunna) |
| Konditionalis                  | neutr.                         | —                                      | —                                     | –ałoby (umiałoby - det skulle kunna)        | –ałybyśmy (umiałybyśmy - vi skulle kunna) | –ałybyście (umiałybyście - ni skulle kunna) | –ałyby (umiałyby - de skulle kunna) |
| Presens particip aktiv         | mask.                          | –ejący (umiejący)                      | –ejący (umiejący)                     | –ejący (umiejący)                           | –ejący (umiejący)                         | –ejący (umiejący)                           | –ejący (umiejący)                   |
| Presens particip aktiv         | femi.                          | –ejąca (umiejąca)                      | –ejąca (umiejąca)                     | –ejąca (umiejąca)                           | –ejące (umiejące)                         | –ejące (umiejące)                           | –ejące (umiejące)                   |
| Presens particip aktiv         | neutr.                         | —                                      | —                                     | –ejące (umiejące)                           | –ejące (umiejące)                         | –ejące (umiejące)                           | –ejące (umiejące)                   |
| Presens particip passiv        | mask.                          | –any (umiany)                          | –any (umiany)                         | –any (umiany)                               | –ani (umiani)                             | –ani (umiani)                               | –ani (umiani)                       |
| Presens particip passiv        | femi.                          | –ana (umiana)                          | –ana (umiana)                         | –ana (umiana)                               | –ane (umiane)                             | –ane (umiane)                               | –ane (umiane)                       |
| Presens particip passiv        | neutr.                         | —                                      | —                                     | –ane (umiane)                               | –ane (umiane)                             | –ane (umiane)                               | –ane (umiane)                       |
| Gerundium presens              | Gerundium presens              | –ejąc (umiejąc)                        | –ejąc (umiejąc)                       | –ejąc (umiejąc)                             | –ejąc (umiejąc)                           | –ejąc (umiejąc)                             | –ejąc (umiejąc)                     |
| Perfekt particip               | Perfekt particip               | –awszy (czytawszy - kunnat)            | –awszy (czytawszy - kunnat)           | –awszy (czytawszy - kunnat)                 | –awszy (czytawszy - kunnat)               | –awszy (czytawszy - kunnat)                 | –awszy (czytawszy - kunnat)         |
| Gerundium                      | Gerundium                      | –enie (umienie - kunnande)             | –enie (umienie - kunnande)            | –enie (umienie - kunnande)                  | –enie (umienie - kunnande)                | –enie (umienie - kunnande)                  | –enie (umienie - kunnande)          |

#### Böjningsgrupp 11
| Form                           | Form                           | Singular                             | Singular                            | Singular                                  | Plural                                  | Plural                                    | Plural                            |
| ------------------------------ | ------------------------------ | ------------------------------------ | ----------------------------------- | ----------------------------------------- | --------------------------------------- | ----------------------------------------- | --------------------------------- |
| Form                           | Form                           | 1a                                   | 2a                                  | 3e                                        | 1a                                      | 2a                                        | 3e                                |
| Infinitiv                      | Infinitiv                      | –ć (wieźć - att köra)                | –ć (wieźć - att köra)               | –ć (wieźć - att köra)                     | –ć (wieźć - att köra)                   | –ć (wieźć - att köra)                     | –ć (wieźć - att köra)             |
| Presens                        | Presens                        | –ę (wiozę - jag kör)                 | –iesz (wieziesz - du kör)           | –ie (wiezie - han/hon/det/Ni kör)         | –iemy (wieziemy - vi kör)               | –iecie (wieziecie - ni kör)               | –ą (wiozą - de kör)               |
| Preteritum                     | mask.                          | –łem (wiozłem - jag körde)           | –łeś (wiozłeś - du körde)           | –ł (wiózł - han/det/Ni körde)             | –liśmy (wieźliśmy - vi körde)           | –liście (wieźliście - ni körde)           | –li (wieźli - de körde)           |
| Preteritum                     | femi.                          | –łam (wiozłam - jag körde)           | –łaś (wiozłaś - du körde)           | –ła (wiozła - hon/det/Ni körde)           | –łyśmy (wiozłyśmy - vi körde)           | –łyście (wiozłyście - ni körde)           | –ły (wiozły - de körde)           |
| Preteritum                     | neutr.                         | —                                    | —                                   | –ło (wiozło - det körde)                  | –łyśmy (wiozłyśmy - vi körde)           | –łyście (wiozłyście - ni körde)           | –ły (wiozły - de körde)           |
| Preteritum (icke specificerad) | Preteritum (icke specificerad) | –iono (wieziono)                     | –iono (wieziono)                    | –iono (wieziono)                          | –iono (wieziono)                        | –iono (wieziono)                          | –iono (wieziono)                  |
| Imperativ                      | Imperativ                      | —                                    | ~ (wieź - Kör!)                     | —                                         | –my (wieźmy - Låt oss köra!)            | –cie (wieźcie - Läs!)                     | —                                 |
| Konditionalis                  | mask.                          | –łbym (wiózłbym - jag skulle köra)   | –łbyś (wiózłbyś - du skulle köra)   | –łby (wiózłby - han/det/Ni skulle köra)   | –libyśmy (wieźlibyśmy - vi skulle köra) | –libyście (wieźlibyście - ni skulle köra) | –liby (wieźliby - de skulle köra) |
| Konditionalis                  | femi.                          | –łabym (wiozłabym - jag skulle köra) | –łabyś (wiozłabyś - du skulle köra) | –łaby (wiozłaby - hon/det/Ni skulle köra) | –łybyśmy (wiozłybyśmy - vi skulle köra) | –łybyście (wiozłybyście - ni skulle köra) | –łyby (wiozłyby - de skulle köra) |
| Konditionalis                  | neutr.                         | —                                    | —                                   | –łoby (wiozłoby - det skulle köra)        | –łybyśmy (wiozłybyśmy - vi skulle köra) | –łybyście (wiozłybyście - ni skulle köra) | –łyby (wiozłyby - de skulle köra) |
| Presens particip aktiv         | mask.                          | –ący (wiozący)                       | –ący (wiozący)                      | –ący (wiozący)                            | –ący (wiozący)                          | –ący (wiozący)                            | –ący (wiozący)                    |
| Presens particip aktiv         | femi.                          | –ąca (wioząca)                       | –ąca (wioząca)                      | –ąca (wioząca)                            | –ące (wiozące)                          | –ące (wiozące)                            | –ące (wiozące)                    |
| Presens particip aktiv         | neutr.                         | —                                    | —                                   | –ące (wiozące)                            | –ące (wiozące)                          | –ące (wiozące)                            | –ące (wiozące)                    |
| Presens particip passiv        | mask.                          | –iony (wieziony)                     | –iony (wieziony)                    | –iony (wieziony)                          | –ieni (wiezieni)                        | –ieni (wiezieni)                          | –ieni (wiezieni)                  |
| Presens particip passiv        | femi.                          | –iona (wieziona)                     | –iona (wieziona)                    | –iona (wieziona)                          | –ione (wiezione)                        | –ione (wiezione)                          | –ione (wiezione)                  |
| Presens particip passiv        | neutr.                         | —                                    | —                                   | –ione (wiezione)                          | –ione (wiezione)                        | –ione (wiezione)                          | –ione (wiezione)                  |
| Gerundium presens              | Gerundium presens              | –ąc (wioząc)                         | –ąc (wioząc)                        | –ąc (wioząc)                              | –ąc (wioząc)                            | –ąc (wioząc)                              | –ąc (wioząc)                      |
| Perfekt particip               | Perfekt particip               | –łszy (zawiózłszy - kört)            | –łszy (zawiózłszy - kört)           | –łszy (zawiózłszy - kört)                 | –łszy (zawiózłszy - kört)               | –łszy (zawiózłszy - kört)                 | –łszy (zawiózłszy - kört)         |
| Gerundium                      | Gerundium                      | –ienie (wiezienie - körande)         | –ienie (wiezienie - körande)        | –ienie (wiezienie - körande)              | –ienie (wiezienie - körande)            | –ienie (wiezienie - körande)              | –ienie (wiezienie - körande)      |

### Oregelbundna verb
Den stora polsk-engelska ordboken nämner följande verb som oregelbundna: być (vara), dać (ge), jeść (äta), wiedzieć (veta), mieć (ha), chcieć (vilja), wziąć (ta), iść (gå), jechać (fara), siąść (sätta sig), znaleźć (hitta), wrzeć (sjuda), stać (stå) och bać się (vara rädd).

### Aktiva verb
Verb, grundform: jechać
Exempel på presens: (obs pronomen kan utelämnas i alla personer)
- jag/du/han/hon åker
  - 1. (ja) jadę
  - 2. (ty) jedziesz
  - 3. (on) jedzie
- vi/ni/de åker
  - 1. (my) jedziemy
  - 2. (wy) jedziecie
  - 3. (oni/one) jadą

Exempel på genusformerna i preteritum: (obs pronomen kan utelämnas i alla personer)
- jag/du/han/hon åkte
  - 1.m. (ja) jechałem
  - 1.f. (ja) jechałam
  - 2.m. (ty) jechałeś
  - 2.f. (ty) jechałaś
  - 3.m. (on) jechał
  - 3.f. (ona) jechała
- vi/ni/de åkte
  - 1.m/m+f myśmy jechali eller my jechaliśmy
  - 1.f. myśmy jechały eller my jechałyśmy
  - 2.m/m+f. wyście jechali eller wy jechaliście
  - 2.f. wyście jechały eller wy jechałyście
  - 3.m. oni jechali
  - 3.f. one jechały

Observera att pluralformerna varierar för rent feminina subjekt, eller maskulina och blandade.
Exempel på futurum (obs liten genusavvikelse), även här kan pronomen utelämnas. Ofta använder man hellre futurumformer av ett besläktat verb pojechać.
- jag/du/han/hon skall åka
  - 1. ja pojadę  eller ja bedę jechał eller ja bedę jechać
  - 2. ty pojedziesz   eller ty będziesz jechał eller ty będziesz jechać
  - 3. on/ona pojedzie  eller on będzie jechał, ona będzie jechała eller on/ona będzie jechać
- 'vi/ni/de skall åka
  - 1. my pojedziemy  eller my będziemy jechać
  - 2. wy pojedziecie  eller wy będziecie jechać
  - 3. oni/one pojadą eller oni/one będą jechać

Exempel på konditionalis (obs liten genusavvikelse), även här kan pronomen utelämnas:
- jag/du/han/hon skulle ha åkt
  - 1. ja (po)jechałbym  eller ja bym (po)jechał
  - 2.m/m+f. ty (po)jechałbyś   eller ty byś (po)jechał
  - 2.f. ty (po)jechałabyś   eller ty byś (po)jechała
  - 3.m/m+f. on (po)jechałby  eller on by (po)jechał
  - 3.f. ona (po)jechałaby  eller ona by (po)jechała
- 'vi/ni/de skulle ha åkt
  - 1.m/m+f my (po)jechalibyśmy  eller my byśmy (po)jechali
  - 1.f. my (po)jechałybyśmy  eller my byśmy (po)jechały
  - 2m/m+f wy (po)jechalibyście  eller wy byście (po)jechali
  - 2.f. wy (po)jechałybyście  eller wy byście (po)jechały
  - 3m/m+f oni (po)jechaliby eller oni by (po)jechali
  - 3.f. one (po)jechałyby eller one by (po)jechały

### Passiva verb
Passiva verbformer (strona bierna czasownika) konstrueras med hjälpverben być (=vara) eller zostać (=bli) och adjektivform av verbet:
- książka jest czytana   (=boken läses)
- (ja) jestem chwalony za... (=jag beröms för...)
- (ja) byłem chwalony za... (=jag berömdes för...)
- (one) były oskarżone  (=de (femininum!) anklagades)
- Jan został potrącony przez samochód (=Jan påkördes av en bil)

### Reflexiva verb
Reflexiva verb (strona zwrotna czasownika) använder sig av de reflexiva pronomen på två sätt. 
Om verbet syftar på subjektet använder man alltid się oavsett vilken person subjektet är:
- ja myję się  (=jag tvättar mig)
- on myje się  (=han tvättar sig)
- my myjemy się   (=vi tvättar oss)

Om verbet syftar på annat objekt använder man annat reflexivt pronomen än się :
- ona myje mnie  (=hon tvättar mig)
- ona myje ją  (=hon tvättar henne; ytterligare en annan person)

Reciproka pronomen (till exempel varandra) omskrives med nawzajem (=ömsesidigt):
- my się na wzajem myjemy (=vi tvättar varandra)

### Sammansatta verb
Genom att använda en preposition som prefix till ett verb kan man modulera verbets betydelse.
Exempel - pisać (=att skriva):
- opisać (=beskriva)
- odpisać (=skriva av)
- dopisać (=skriva till)
- napisać (=skriva ner (för att få det skrivet))
- przypisać (=tillskriva)
- zapisać (=skriva ner (för att komma ihåg))
- podpisać (=skriva under)

Vissa verb när de prefixeras av pronomen blir "överraskande" futurum! Exempel - marznąc - marznę ['marznɛ] (= jag fryser i presens):
- zamarznę - skall förfrysa
- omarznę - skall kylas ner
- przymarznę - skall frysa fast
- pomarznę - skall frysa
- namarznę - skall frysa
- podmarznę - skall kylas

## Syntax
De enklaste meningarna använder sig alltid av rak ordföljd, både i huvudsatser och bisatser - subjekt (podmiot) + predikat (orzeczenie) + determinativ (określenie):
- Ja jadę szybko do szkoły.  (jag åker fort till skolan)
- Ja mówię że ja jadę szybko do szkoły. (jag säger att jag åker fort till skolan)
- Ja teraz jadę szybko do szkoły.  (nu åker jag fort till skolan)

Determinativ kan vara: 
- ackusativobjekt (dopełnienie) - czytam książkę (jag läser en bok)
- adverbial (okolicznik) - pójdę jutro (jag skall gå imorgon)
- attribut (przydawka) - czytam interesującą książkę (jag läser en intressant bok)

Bortsett från dessa enkla exempel finner man komplexitet, likvärdig med morfologin, i satsbyggnaden. Genom att alla ordformer böjs och pronomen kan utelämnas, tillåter polskan en stor rikedom av varierande ordföljder utan att kontexten och förståelsen äventyras.
Variationer i ordföljder kan användas för att betona specifika ord. Det/de orden som kommer först blir betonade. Exempel:
- Jadę szybko do szkoły (jag åker fort till skolan)
- Szybko jadę do szkoły - betonar att det går fort
- Do szkoły jadę szybko / Do szkoły szybko jadę - betonar att jag åker fort just till skolan